# 연합군의 이탈리아 침공
연합군의 이탈리아 침공은 시칠리아섬을 점령후 1943년 9월 3일, 시칠리아 상륙 작전 이후, 연합군이 이탈리아 본토로 후퇴한 독일 독일 국방군과 살로 공화국군을 공격하는 작전이었다. 이탈리아 전역에서의 중요한 작전 중 하나였다.

## 배경
1943년 7월, 시칠리아섬에 상륙한 미국과 영국 연합군은 곧바로 이탈리아를 침공하자고 주장한다. 당시 이탈리아는 무솔리니 정부가 실각한 상태로 나치 독일의 힘을 빌어 제기를 꿈꾸고 있었다. 연합군은 이탈리아 왕국을 해방시키고, 지중해 전역에서의 전투를 끝내기 위해 이탈리아 본토 공습을 준비한다.

## 경과
1943년 8월에 이탈리아 본토를 침공하려던 연합군은 시칠리아인의 공격으로 약 1달 후인 9월 3일, 이탈리아 본토를 습격한다. 그리고 닷새 뒤인 9월 8일 이탈리아 왕국은 항복한다. 독일은 이에 아크세 작전을 전개하여 이탈리아의 항복이 발표된 직후 바로 이탈리아군들을 무장해제시켜가며 로마를 점령하고 9월 15일 무솔리니를 구출하여 괴뢰정부인 살로 공화국을 세운다. 독일군은 또한 10만 군대를 이끌고 구스타프 방어선을 구축하여 연합국을 막고자 하였다. 그러자 연합군은 이집트와 영국군 25만을 보냈으나 독일군은 10월 달까지 연합국의 북상을 저지하였다. 1943년 10월, 연합국의 안지노 상륙 작전이 실패하고 말았으나, 대신 나폴리를 탈환함으로써 안지노 상륙 작전의 실패를 만회하였다. 이후, 폴란드, 브라질, 오스트레일리아, 뉴질랜드, 인도 제국, 캐나다 등 다른 연합국이 이탈리아 본토 공습에 지원함으로써, 연합국은 반격을 꾀한다.

## 결과
1944년, 이탈리아의 남부를 탈환한 연합국은 북상하여 루카 등 주요 도시를 탈환하고 로마를 함락시킴으로써 이탈리아 전역의 전쟁을 사실상 끝내게 된다. 1945년 살로를 수도로 한 살로 공화국도 연합국에 의해 멸망하며 나치 독일은 이탈리아에서 후퇴하게 된다. 연합국은 이탈리아 왕국을 이탈리아 반도에 재성립시키는데 성공한다.